# Grön snabblöpare
Grön snabblöpare (Bembidion deletum) är en skalbaggsart som beskrevs av Audinet-serville 1821. Grön snabblöpare ingår i släktet Bembidion, och familjen jordlöpare. Arten är reproducerande i Sverige.